# Andrena biarmica
Andrena biarmica är en biart som beskrevs av Warncke 1975. Andrena biarmica ingår i släktet sandbin, och familjen grävbin. Inga underarter finns listade i Catalogue of Life.